# NGC 2274
NGC 2274 este o galaxie eliptică situată în constelația Gemenii. A fost descoperită în 26 octombrie 1786 de către William Herschel. Se află la o distanță de 71,22 de megaparseci de Pământ.